# Redzeń Drugi
Redzeń Drugi [pronunciación en polaco: /ˈrɛd͡zɛɲ ˈdruɡi/] es un pueblo ubicado en el distrito administrativo de Gmina Burzenin, dentro del Distrito de Sieradz, Voivodato de Łódź, en Polonia central. Se encuentra aproximadamente a 6 kilómetros al noroeste de Burzenin, a 12 kilómetros al sur de Sieradz, y a 57 kilómetros al suroeste de la capital regional Łódź.
El pueblo tiene una población de 39 habitantes.